# Taubstummengasse
Taubstummengasse – jedna ze stacji metra w Wiedniu na linii U1. Została otwarta 25 lutego 1978. 
Jest to stacja dwukondygnacyjna, położona w dzielnicy Wieden, bezpośrednio pod jezdną handlowej ulicy Favoritenstraße. Wyjścia stacji znajdują się na Mayerhofgasse i Floragasse.